# プログレッシブ・ハウス
プログレッシブ・ハウス (Progressive house) は、ハウスミュージックの細分類であり、1990年代前半に台頭し、当初は1980年代のアメリカやヨーロッパのハウスの自然な発達としてイギリスで発展して行った。

## 語源
ポピュラー音楽の文脈において「プログレッシブ」という単語は、エクスペリメンタル・ロックを主流のロック音楽と区別する為に最初に1970年代に広く使われた。そういった音楽は既存のロック音楽に対する別のアプローチを開拓しようと試みたものであり、中にはクラシックの器楽曲と共演する事で美的な要素を際立たせようという試みもあった。これは「最も自意識過剰で芸術的なロックの分野」といわれるプログレッシブ・ロックへと導いた。
ディスコ音楽や後のハウスにおいても、標準的なアプローチから実験的なスタイルを分けようとする同様の願望により、「プログレッシブ」という単語を採用する動きがDJやプロデューサーの間で見られた。DJでプロデューサーのカール・クレイグによると、「プログレッシブ」という言い方はイタロ・ディスコに言及する際に1980年代前半にデトロイトで使われたという。この音楽はフィラデルフィア・ソウルのシンフォニックなサウンドからではなくジョルジオ・モロダーのユーロディスコからの影響を受けたので、「プログレッシブ」と呼ばれた。デトロイトでは、テクノの台頭に先立ち、アレクサンダー・ロボトニック、Klein + M.B.O.やカプリコーンといったアーティストがアメリカでディスコの終焉で出来た空白を埋めた。1980年代後半には、イギリスの音楽ジャーナリストサイモン・レイノルズが808ステイト、ジ・オーブ、ティム・シムノン (Bomb the Bass)、そしてシェイメンといったアーティストのアルバムを記述する為に「プログレッシブ・ダンス」という言い方を使い始めた。1990年から1992年まで、「プログレッシブ」という言い方はハウスのサブジャンルである「プログレッシブ・ハウス」を略した俗語として使われていた。

## 特徴
プログレッシブ・ハウスはダブやディープ・ハウスの要素、大きなリフ，楽曲の長さが長いことを特徴としている。この様式はそれ自体を聖歌の様なコーラス、クレッシェンドやドラム・ロールを省略する事でユーロトランスやヴォーカル・トランスと区別した。強さは音の層を規則的に加えたり減らしたりすることで与えられる。フレーズは典型的には二つの小節の力による、しばしば新しい、若しくは異なったメロディやリズムで始まる。
プログレッシブ・ハウスのメロディは、ときに四分続くこともある長いビルドアップ部分をしばしば特徴とする。これはその後ブレイクダウン、そしてクライマックスと続く。プログレッシブ・ロックというジャンルに共通する要素としては、延長された、或いは結ばれた楽章の楽曲の使用や、複雑さが増していること、反復などがあるが、常に4つ打ちのリズムを刻む点は変わらない。ハウスの更に実験的な部分はプログレッシブであると記述される。このジャンルを非難する人々は、プログレッシブ・ハウスはエリート主義的で過剰生産されていると指摘している。

## 歴史
プログレッシブ・ハウスはハウスが登場する当初から台頭していた。プログレッシブ・ハウスのルーツはイギリス、ヨーロッパ、オーストラリア、そして北アメリカでの1990年代前半のレイブやクラブ・シーンに辿る事が出来る。アメリカのハウス、イギリスのハウス、イタリアのハウス、ドイツのハウス、そしてテクノの連携がこの時代に広く行われた。プログレッシブ・ハウスという呼び方は主に伝統的なアメリカのハウスと新しいレイブのハウスとを区別する為に使われた。プログレッシブ・ハウスはシカゴのアシッド・ハウスのサウンドからの離脱だった。この専門用語はそのアメリカのルーツから分離して行ったハウスの新しいサウンドを記述して、1990年から1992年頃にレイブのシーンから現れた。プログレッシブ・ハウスというラベルは初期の数年間はしばしばトランスと相互に入れ替えられて使用された。よりハードコアで、ダンスに集中するスタイルがレイヴで全盛となり、その支持率がイングランドのクラブにおいて上がったので、プログレッシブ・ハウスは反レイブとして記述された。1990年代半ばまでには、プログレッシブ・ハウスはハウスの主流派になっていた。

### 著名な初期の作品
1992年6月に、雑誌『ミクシマグ』が当時一位を獲得していたプログレッシブ・ハウスの曲目リストを掲載した。
| 1. Leftfield - Not Forgotten (Outer Rhythm) 2. Slam/Rejuvination - IBO/Eterna (Soma Quality Recordings) 3. React 2 Rhythm - Whatever You Dream (Guerilla) 4. Soundclash Republic - Cool Lemon EP (Junk Rock Records) 5. DOP - Musicians of the Mind EP (Guerilla) 6. Gat Decor - Passion (Effective Records) | 1. The Sandals - A Profound Gas (Acid Jazz) 2. Herbal Infusion - The Hunter (Zoom Records) 3. Smells Like Heaven - Londres Strut (Deconstruction) 4. Spooky - Don't Panic (Guerilla) 5. Andronicus - Make You Whole (Hooj Choons) |

## 著名なアーティスト、レーベル、DJ
プログレッシブ・ハウスを作り商業的な成功と賞賛が与えられたアーティストにはレフトフィールド、ドラム・クラブ, スプーキー、そしてフェイスレスがいる。より多くのプログレッシブ・ハウスのサウンドをリリースしている初期のレーベルは、ハード・ハンド、カウボーイ、オム・レコードやゲリラ・レコードがある。人気があって、初期のプログレッシブ・ハウスのDJにはガット・デコール、Sash!、サッシャ (DJ), ジョン・ディグウィード、そしてポール・オーケンフォールドがいる。
このジャンルに関連しているその他のアーティストにはエルナン・カッタネオ、デイヴ・シーマン、ニック・ウォーレン、ジェイソン・ジョリンズ、ダニー・ハウエルズ、アンソニー・パッパやディンカがいる。2006年に達成されたチャートでの成功はデッドマウスのFaxing Berlinという楽曲だったKaskade、ジョン・ダールベック、アヴィーチー、モグアイ、スウェディッシュハウスマフィアは同様にダンス・チャートでプログレッシブ・ハウスの楽曲を発売した。これらのアーティスト達は2000年代後半にアメリカのプロデューサーによるプログレッシブ・ハウスの復活と書かれた事と関係している。ビッグ・ルーム・ハウスはプログレッシブ・ハウスのメロディックな性質を持っており、それがエレクトロ・ハウスから湧き出る力と結び付いて、大規模な音楽祭で人気がある。
Djtunesは、2013年中頃にトム・ノーヴィ、ダニエル・ポートマン、デヴィッド・ゲッタ、クンGroeneveldやR.I.O.を最も売れているプログレッシブ・ハウスのアーティストであると書いている。